# Le Monastier-Pin-Moriès
Le Monastier-Pin-Moriès korábbi község Franciaország déli részén, Lozère megyében. 2011-ben 930 lakosa volt.
2016. január 1-jén Chirac korábbi községgel egyesült és az így létrejött Bourgs sur Colagne új község része lett.

## Fekvése
Le Monastier-Pin-Moriès az Aubrac-hegység déli peremén fekszik, a Lot és a Colagne folyók összefolyásánál, 620 méteres (a községterület 570-1053 méteres) tengerszint feletti magasságban, Saint-Germain-du-Teiltől 17 km-re keletre, Marvejols-tól 7 km-re délkeletre. A község területének 11%-át (213 hektár) erdő borítja.
Nyugatról Saint-Germain-du-Teil és Les Salces, északról Chirac, keletről Saint-Bonnet-de-Chirac és Les Salelles, délről pedig La Canourgue községekkel határos.
A Lot és a Colagne völgyében több fő közlekedési vonal találkozik: itt keresztezi egymást a Lot völgyében Mende felé vezető N88-as (új elkerülő szakasz épült viadukttal 2008-ban), a délnyugat felé vezető N2009-es, valamint az észak felé vezető N9-es főút. Les Salces (11 km) felé a Trébatut-hágón (1100 m) keresztül a D56-os megyei út vezet. Az A75-ös autópálya is a völgyben vezet dél felé (39-es lehajtó). Itt ágazik el a Párizs-Béziers vasútvonalról a Translozérien vasútvonala Mende felé.
A község három nagyobb faluból (a korábban önálló Le Monastier, Pin és Moriès) és több szórványtelepülésből (Le Bruel, Le Ségala, Saint-Pierre) áll.

## Története
A település a történelmi Gévaudan tartományhoz tartozott. 1062-ben I. Guillaume mende-i püspök monostort alapított itt. Plébániatemplomát 1095-ben szentelte fel II. Orbán. 1932-ben kis vízierőmű kezdte meg működését a Colagne-on.
A mai község 1974. május 1-jén alakult meg Le Monastier és Pin-Moriès községek egyesítésével (utóbbi a francia forradalom alatt Pin és Moriès falvak egyesítésével jött létre).

### Demográfia
| Év   | Lakosság |
| ---- | -------- |
| 1793 | 300      |
| 1851 | 580      |
| 1876 | 430      |
| 1901 | 426      |
| 1936 | 321      |

| Év   | Lakosság |
| ---- | -------- |
| 1946 | 343      |
| 1954 | 351      |
| 1962 | 350      |
| 1968 | 533      |

| Év   | Lakosság |
| ---- | -------- |
| 1975 | 666      |
| 1982 | 716      |
| 1990 | 795      |
| 1999 | 723      |
| 2010 | 904      |

## Nevezetességei

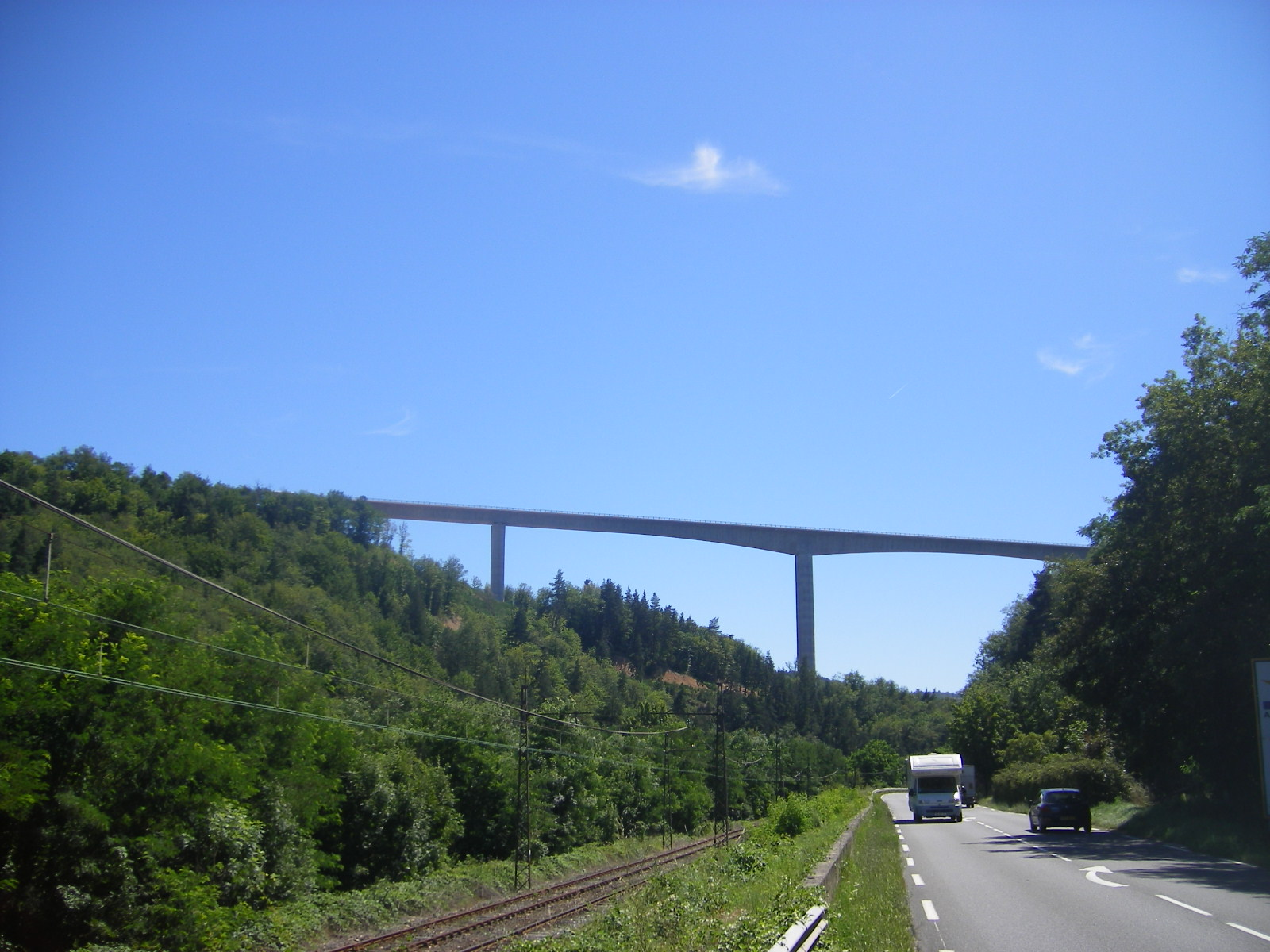
A Colagne-viadukt 2007 nyarán

- A Saint Sauveur de Chirac-monostor középkori temploma a 16. századi vallásháborúk során elpusztult, de később újjáépítették.
- Pin falu plébániatemploma román stílusban épült.
- A Colagne-viadukt 2003-2008 között épült, 110 méterrel a Colagne völgye felett vezet, hossza 663 méter.[6]
- Az 1935 körül épült transzformátorállomás ipari műemlék.[7]
- Saint-Pierre-ben fennmaradt az 1872-ben épült kenderfonoda épülete.[8]
- Moriès-középkori vár romjai (12-13. század)
- 15. századi híd
- Kálvária

## Híres emberek
- Guillaume de Grimoard (a későbbi V. Orbán pápa) Le Monastier monostorában élt (erre utalnak a község címerében a O.V. betűk, valamint Szent Péter kulcsai).

## Kapcsolódó szócikk
- Lozère megye községei